# Bush (bier)
Bush is een Belgisch bier. Het wordt gebrouwen door Brouwerij Dubuisson te Pipaix.

## Geschiedenis
Hoewel de brouwerij al veel ouder is (opgericht in 1769), werd het eerste Bush-bier gecreëerd in 1933. Het is een volledig Belgisch bier, gemaakt naar de toen populaire Engelse traditie. Vandaar ook de Engelse naam Bush Beer. Dit is een vertaling van Bière Dubuisson: “buisson” is het Frans voor struik of “bush”. De Bush-bieren worden in veel landen verkocht, maar in een aantal landen is de naam “Bush” geregistreerd door Anheuser-Busch InBev (terwijl het Bush-bier reeds tientallen jaren bestond). In die landen wordt het bier op de markt gebracht onder de naam Scaldis.

## De bieren
Er zijn heel wat variaties van Bush-bieren:
- Bush Amber is een amberkleurig, gefilterd bier van hoge gisting met een alcoholpercentage van 12%. Dit bier bestaat reeds sinds 1933 en is daarmee een van de oudste speciaalbieren van België. Het recept bleef sinds die tijd ongewijzigd. Oorspronkelijk had het de naam Bush Beer.[3] Bush Amber werd lang verkocht in flesjes van 25 cl, maar in april 2011 werd overgeschakeld naar flesjes van 33 cl, die meer met speciaalbieren geassocieerd worden.[4] Het water dat gebruikt wordt voor de bieren is afkomstig van een eigen waterput.
- Bush Amber Tripel is een amberkleurige tripel met een alcoholpercentage van 12%. Het is Bush Amber die hergistte in flessen van 75 cl.  Dit bier werd in 2008 gecreëerd ter gelegenheid van 75 jaar Bush. In 2019 is van dit bier in een jubileumeditie uitgebracht in een 75 cl fles. Dit is een speciaal bedrukte 75 cl fles met daarop "250 ans - years Brasserie Dubuisson 1769 - 2019".
- Bush Blond is een blond, gefilterd bier van hoge gisting met een alcoholpercentage van 10,5%. Dit bier werd in 1998 gecreëerd, ter gelegenheid van de 65ste verjaardag van Bush Amber.
- Bush Blond Tripel is een blonde tripel met een alcoholpercentage van 10,5%. Het is Bush Blond Tripel die hergistte in flessen van 75 cl. Dit bier werd in 2008 gecreëerd.
- Bush de Noël is een donker, gefilterd kerstbier van hoge gisting met een alcoholpercentage van 12%. Het werd in 1991 gecreëerd. Karamelmout zorgt voor de koperrode kleur.
- Bush de Noël Premium is een koperkleurig tripel kerstbier met een alcoholpercentage van 13%. Het is Bush de Noël die 3 weken hergistte in flessen van 75 cl. Het werd eveneens in 1991 gecreëerd.
- Pêche Mel Bush is een fruitbier met een alcoholpercentage van 8,5%. Het is een menging van Bush Amber en perzikgeuze. Het bier werd in 2009 gelanceerd ter gelegenheid van 240 jaar brouwerij Dubuisson.[5]
- Bush Prestige is een amberkleurige tripel met een alcoholpercentage van 13%. Het is hetzelfde bier als Bush Amber, maar dan gerijpt in eiken vaten. Bij het bottelen op flessen van 75 cl wordt een beetje suiker en gist toegevoegd, zodat het hergist op fles en een natuurlijke troebelheid ontwikkelt. Het bier werd voor het eerst in 2000 gebrouwen ter gelegenheid van het millennium. Oorspronkelijk heette het dan ook Bush Millennium en er werden precies 2000 magnumflessen van gebotteld. Sinds 2003 wordt het permanent geproduceerd onder de naam “Bush Prestige”.[6]
- Bush de Nuits is een koperkleurige tripel met een alcoholpercentage van 13%. Om dit bier te bekomen, laat men Bush de Noël gedurende 6 à 9 maanden rijpen op houten vaten waarin ooit bourgogne Nuits-Saint-Georges heeft gezeten (vandaar ook de naam). Vervolgens wordt het op flessen van 75 cl getrokken en hergist het op fles in een warme kamer. De uiteindelijke smaak doet denken aan wijn. Het bier werd gelanceerd in 2008.[7] Het wordt jaarlijks gebrouwen en in de naam wordt dan het jaar vermeld: bijvoorbeeld "Cuvée Spéciale 2010".

Verdwenen bier:
- In 1994 werd Bush 7 op de markt gebracht, een amberkleurig bier van hoge gisting met een alcoholpercentage van 7,5%. De productie van dit bier werd in 2010 stopgezet. In sommige landen werd dit bier op de markt gebracht onder de naam Clovis, naar Clovis Dubuisson, brouwer aan het begin van de 20e eeuw.

## Prijzen
Enkel de recentste onderscheidingen worden vermeld. Bush Amber won er voordien nog meer.
- In 1997 won Bush Amber de Coq de Cristal te Libramont in de categorie “Bières Artisanales”.[8]
- In 1998 won Bush Amber de gouden medaille op de World Beer Championships.[9]
- In 1999 won Bush Amber goud op het “Concours féminin” van Eurobière 1999 (met uitsluitend vrouwelijke juryleden) in de categorie “Forte”.[10] (Op de website van de brouwerij staat vermeld dat Bush Blond op die wedstrijd de gouden medaille vond, doch daarvan wordt geen bevestiging gevonden.)
- In 2005 won Bush Amber de gouden medaille op de wedstrijd Monde Sélection te Brussel.
- In 2009 won Bush Amber Tripel de zilveren medaille op de European Beer Star in de categorie “Belgian Style Strong Ale”.[11]
- In 2011 won Pêche Mel Bush (onder de naam “Pêche Mel Scaldis”) de gouden medaille op de World Beer Championships in de categorie “Fruit beer, flavored”.[12]
- In 2011 werden zowel Bush Amber als Bush de Nuits Cuvée Spéciale 2010 door Test-Aankoop na een test van 210 speciaalbieren uitgeroepen als behorende tot de 18 beste bieren (bieren waarover de 30 proevers unaniem lovend waren).[13]
- Brussels Beer Challenge 2012 - Bronzen medaille voor Bush Amber Tripel in de categorie Specialty Beer: Barley Wine

## Zie ook

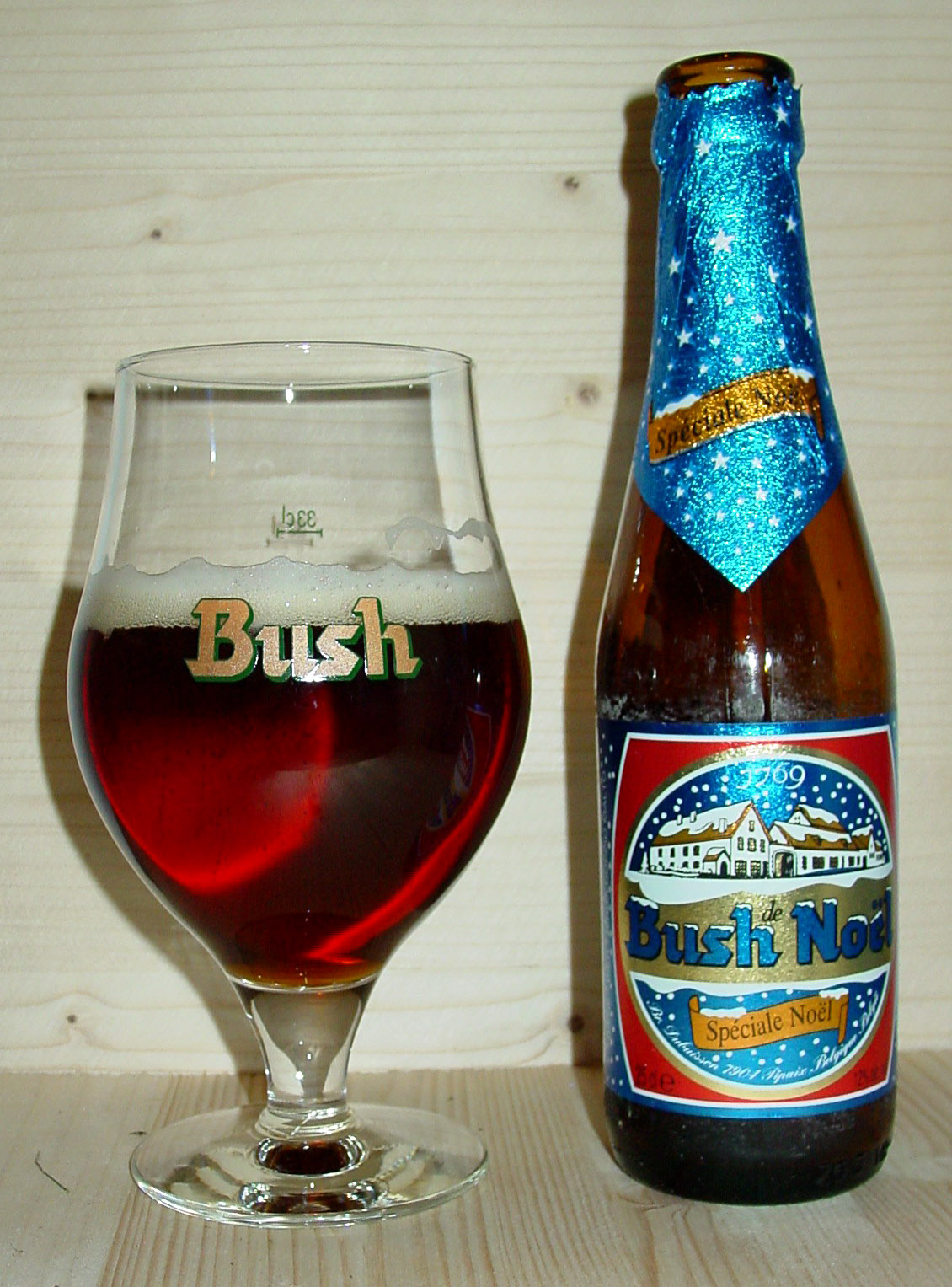
Bush de Noël met ouder etiket